# Научно новинарство
Научно новинарство преноси открића науке јавности. Поље обично подразумева интеракцију између научника, новинара и јавности.

## Циљ научног новинарства
Циљ научног новинарства је да пружи веома детаљне и специфичне информација, до којих научници долазе, у форми коју јавност може да разуме и цени. 
Научни новинари често немају обуку у научним дисциплинама које покривају. Неки су дипломирали неку научну област, пре него што су постали новинари. Међутим, потребно је да имају искуства са писање, да би се бавили овим новинарством. Добра припрема за интервјуе, па чак и варљиво једноставна питања као што су: "Шта то значи за људе на улици?" често могу да помогну научним новинарима да развију материјал који је намењена публици.

## Статус научног новинарства
Са недостатком финансија у новинама и другим медијима, све мање новинара се бави овим новинарством. Слично томе, тренутно је веома мали број новинара у традиционалним медијима, који пишу више чланака о новим наукама, попут нанотехнологије.

У јануару 2012. године, само недељу дана након што је Дневна клима изјавила да је у свету покривеност климатских промена у паду од 2012. и да је међу пет највећих америчких дневних листова, Тајмс објавио највише чланака. Њујорк Тајмс је објавио да укида рубрику о животној средини и спаја новинаре који су ту радили, са осталим одељењима.
Покривеност науке у традиционалним медијима, попут новина, часописа, радио и телевизијским вести, је замењена интернетом. У априлу 2012. године, Њујорк Тајмсу су додељене две Пулицерове награде, за онлајн чланке.
Интернет у суштини пружа неограничене информације о великом броју питања, која се могу добити било где и без напора. Светска мрежа такође нуди могућности да се грађани повежу са другима, путем друштвених медија.
Писање о науци на блоговима има своје предности, али и своје мане.

### Критике
Научне новинаре редовно критикују због погрешног извештавања научних прича. На пример, код климатских промена, се оставља утисак у јавности да су несугласице унутар научне заједнице много веће, него што заправо јесу. Наука је заснована на експерименталним доказима, тестирањима, а не догмама и расправа је нормална активност.
Многи научни часописи, уз новине попут Њујорк Тајмс и Популар сајенц, обликују свој стил писања релативно високо образованим читаоцима. Многи универзитети и истраживачке институције фокусирају много својих напора обраћању медијима за медијску покривеност.
Многи представници фармацеутских кућа су на удару због давања бесплатног оброка лекарима који промовишу њихове нове лекове. Критичари научних новинара тврде да они треба да открију да ли су индустријске групе платиле новинаре да путују, или да ли је новинар добио бесплатне оброке или друге поклоне.
Научно новинарство се налази под лупом, због чињенице да комбинује неопходне послове новинара са истражним поступком научника.
Већина научних новинара почиње своју каријеру као научник или новинар и прелази на научну комуникацију.

## Типови научног новинарства
Постоје различити типови научног новинарства. Неки од примера могу бити научни часописи, научно популарне књиге, блогови...